# Batre
El batre o la batuda és l'operació agrícola que consisteix en la separació de les parts comestibles de la palla, la pellofa o el boll dels cereals o la tavella dels llegums.

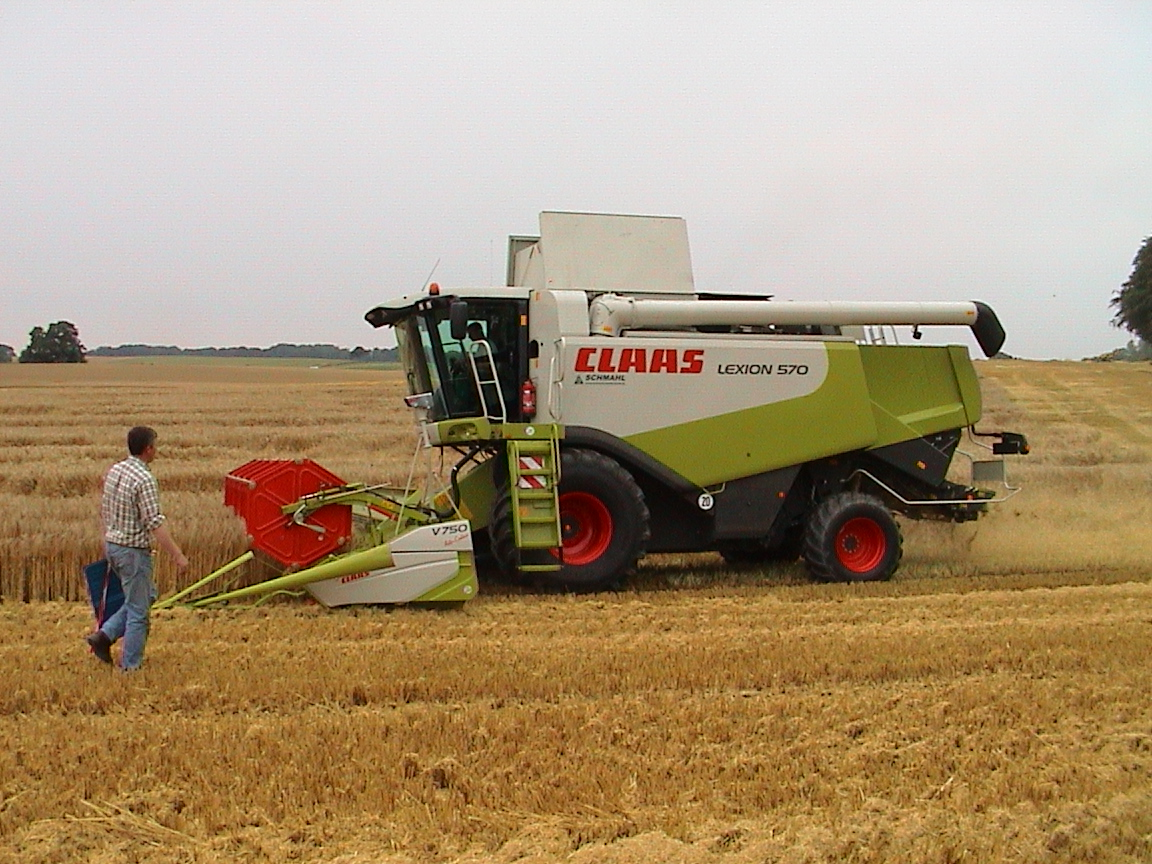
Recol·lectora moderna

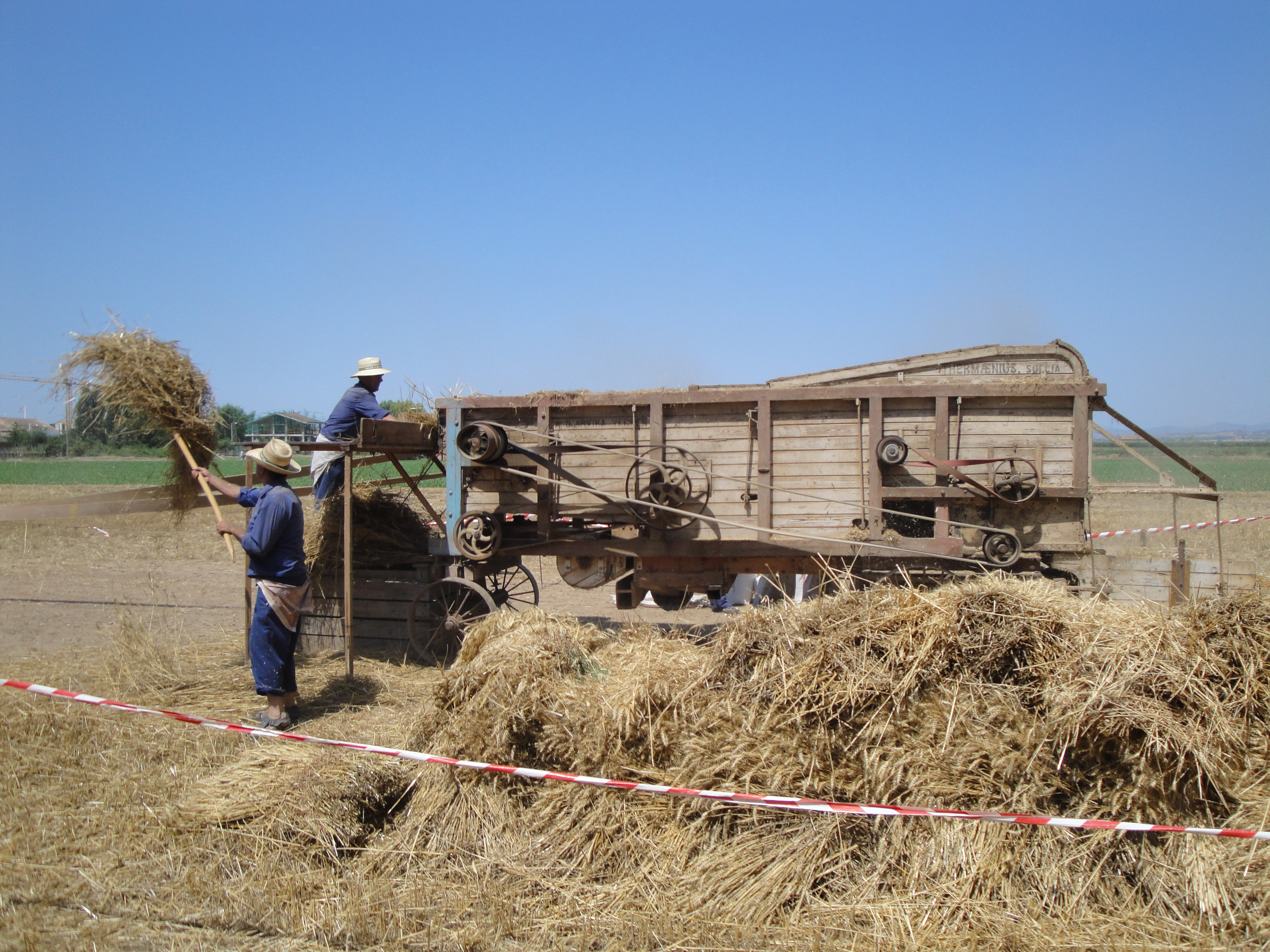
Antiga màquina per a batre estàtica a la Fuliola

Antany era una operació molt intensiva en mà d'obra i força animal que s'havia de fer com més aviat millor després del segar. S'executava en un lloc pla i net, dedicat a l'operació: l'era. Per a batre, o fer sortir els grans del boll, s'utilitzen diferents eines: colpint les garbes damunt un banc dedicat, amb batolla, amb corrons de pedra o fusta estirats per animals, el trill… Avui en dia, les màquines recol·lectores fan el segar i el batre en una sola operació.
Com es veu a la iconografia medieval, la batolla, una de les eines tradicionals servia també com a arma de pagesos, que no en tenien gaire de més elaborades, reemplaçava la maça amb cadenes en les batalles.
Com el batre reeixit significava la fi de la collita, era l'ocasió de moltes festes populars, que encara s'organitzen en l'actualitat en molts vilatges amb evocacions dels oficis d'antany o amb demostracions de maquinària històrica. Va inspirar moltes cançons populars, com per exemple la Cançó de Batre del grup valencià Al Tall. o en aquesta cançó eliminatòria de les Balears:
| «                                    | Un, dos, tres, quatre de segar en ve el batre segarem, batrem quina feina que tendrem hem segat, hem batut quina feina que hem tengut Barrabís, barrabàs Bis bas, pis pas | » |
| — Cançó popular de les Illes Balears | |   |

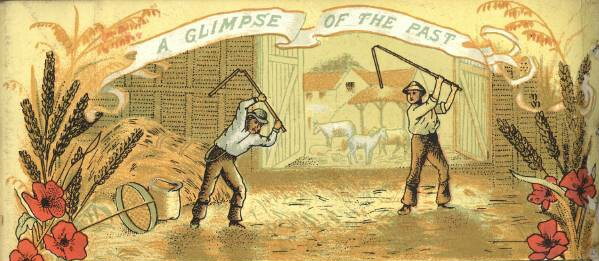
Batre amb batolla
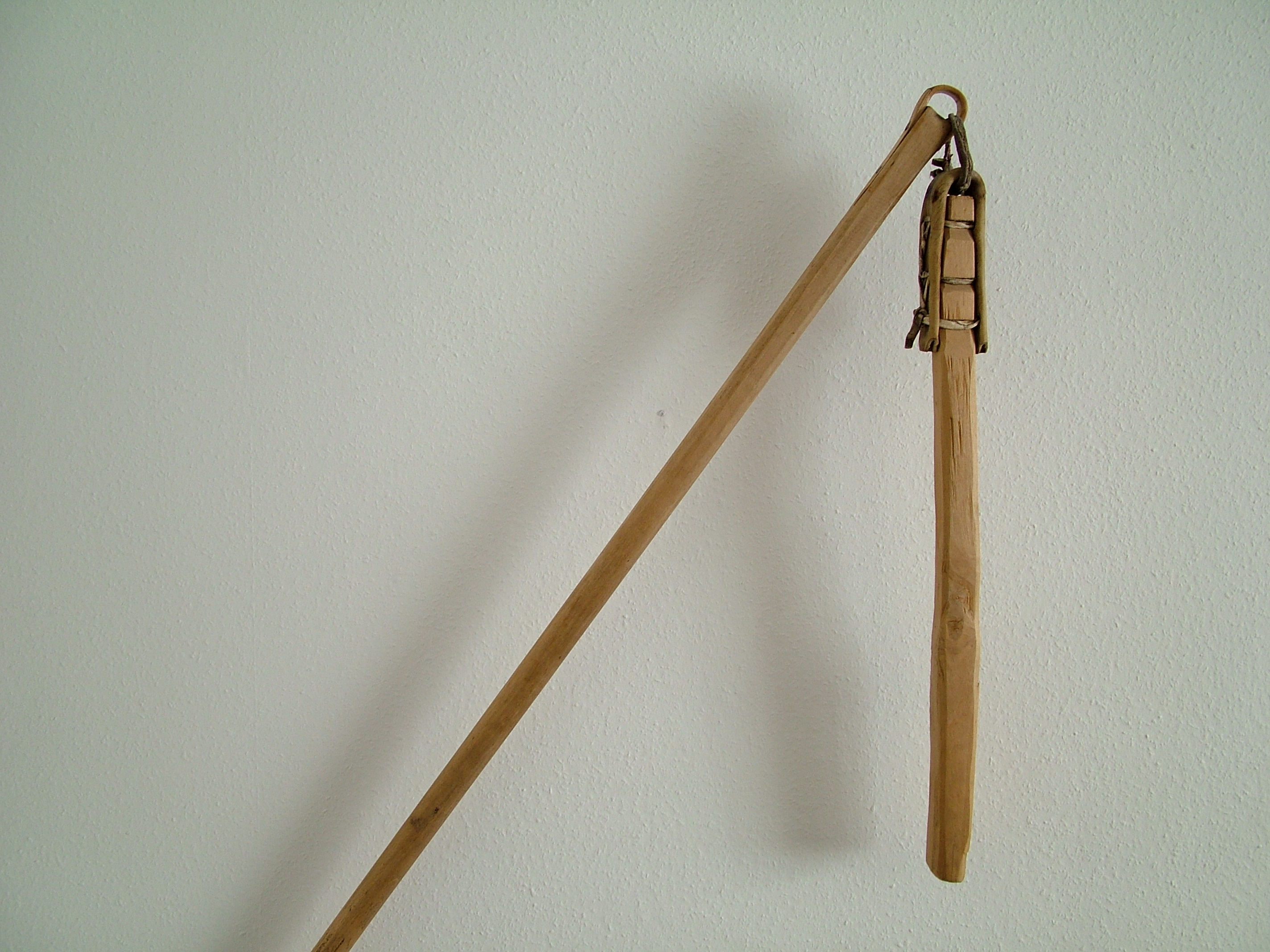
Batolla
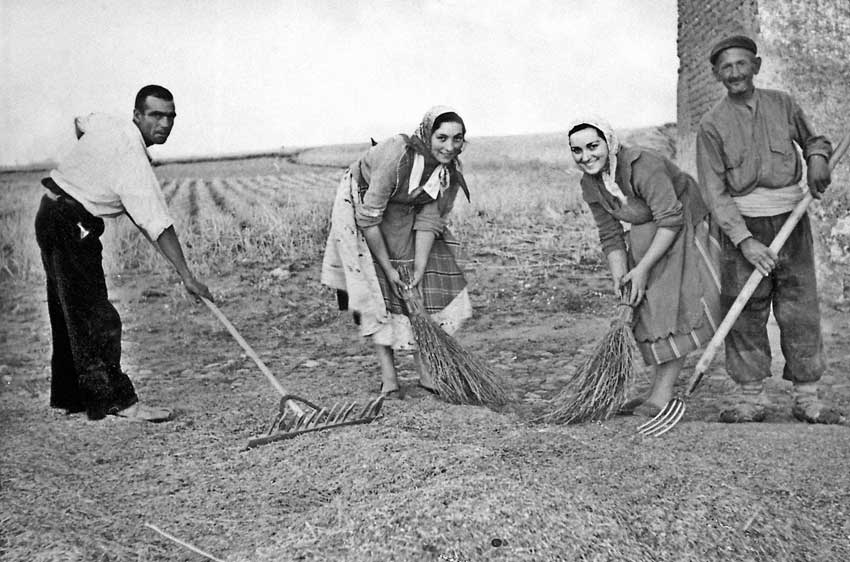
Pagesos preparen l'era de batre
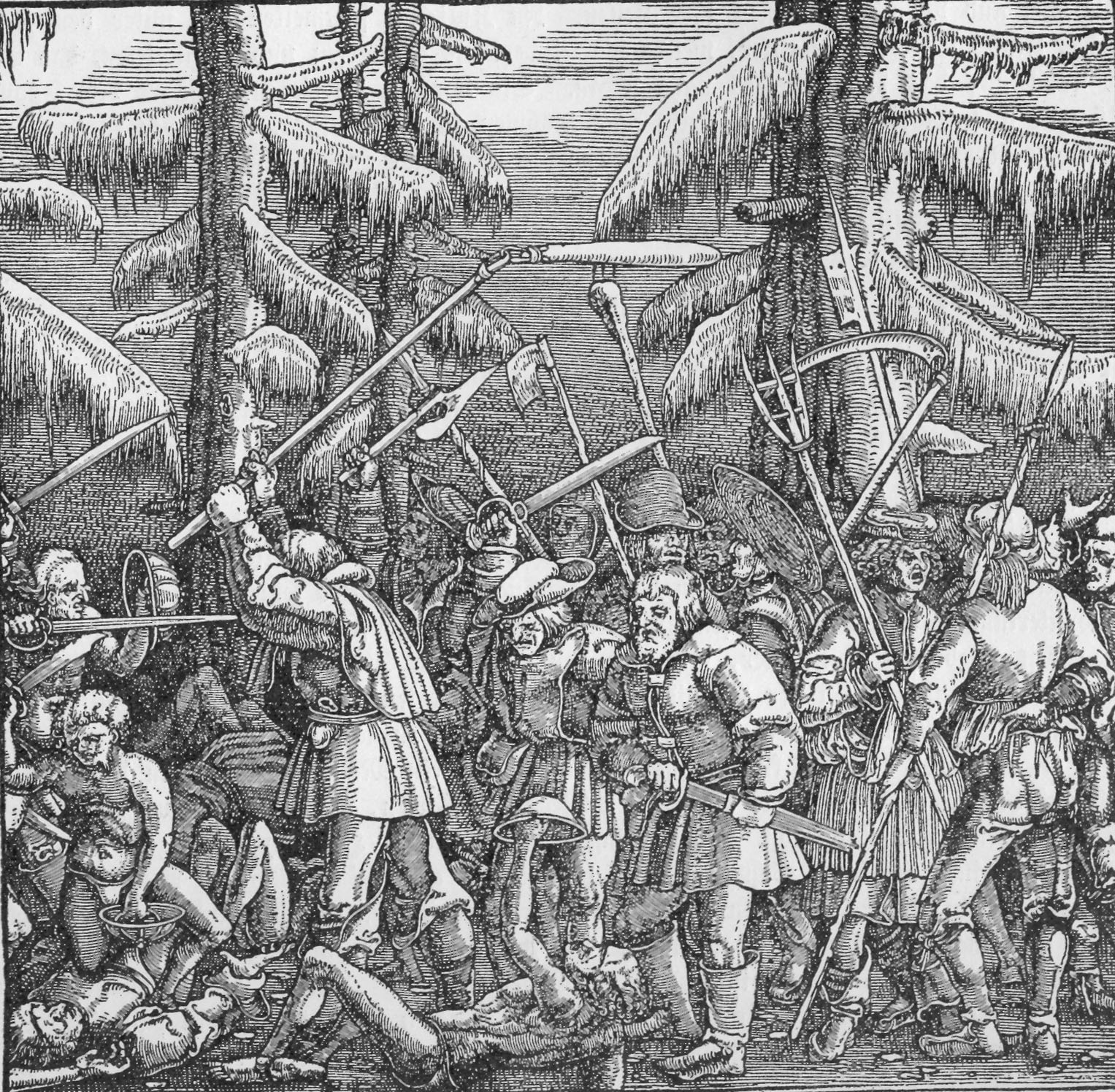
Pagesos lluiten amb batolles, segle xvii (gravadura de Hans Lützelburger)
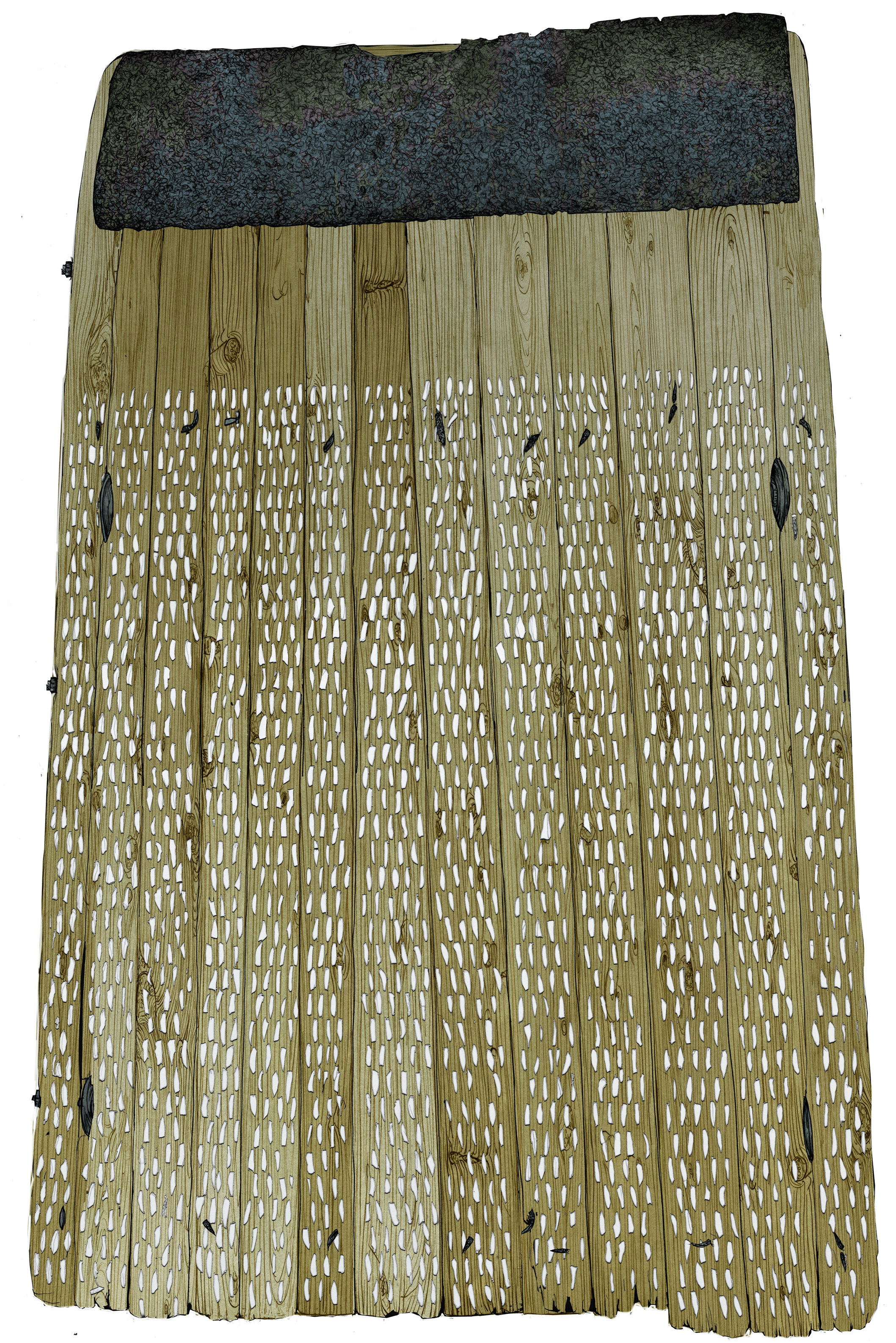
Trill que serveix per a separar el blat de la palla